# Infectieuze bronchitis

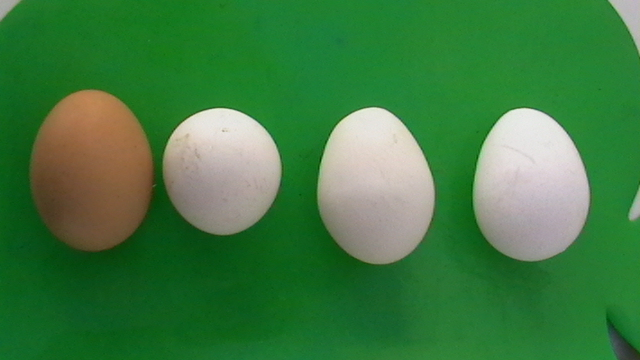
Een gezond ei (links) naast drie eieren afwijkend van vorm en kleur.

Infectieuze bronchitis is een acute en zeer besmettelijke ziekte die bij kippen voorkomt en veroorzaakt wordt door het infectieuze bronchitis virus (IBV), behorend tot de coronavirussen.
Het virus is een enkelstrengs RNA-virus. Er zijn zeer veel verschillende serotypen van het virus en het virus muteert snel.
Het virus kan zowel het legapparaat, de ademhalingsorganen, de nieren en de darmen aantasten. De belangrijkste symptomen zijn hoest en het ophoesten van slijm, met name in jonge vleeskuikens. De ziekte verspreidt zich snel, met name in kippen die dicht op elkaar gehouden worden. In niet-gevaccineerde koppels is de morbiditeit 100 %. De mortaliteit hangt af van de virusstam. Binnen twee weken verdwijnen de respiratoire verschijnselen. Echter, sommige virusstammen veroorzaken hierna een nierinfectie. De infectie kan aanwezig blijven in de amandelen.
In leghennen zijn de respiratoire verschijnselen meestal van voorbijgaande aard. De eierproductie kan echter scherp dalen en de geproduceerde eieren zijn vaak afwijkend van vorm en kleur.
Als profylaxe tegen het virus bestaan zowel levende als geïnactiveerde vaccins.